# Фелікс Мієлі
Фелікс Мієлі (порт. Félix Miéli, нар. 24 грудня 1937, Сан-Паулу — пом. 24 серпня 2012, Сан-Паулу) — бразильський футболіст, що грав на позиції воротаря.
Виступав за бразильські клуби «Жувентус Сан-Паулу», «Португеза Деспортос», «Насьйонал» та «Флуміненсе», а також національну збірну Бразилії, у складі якої став чемпіоном світу.

## Клубна кар'єра
У дорослому футболі дебютував виступами за «Жувентус Сан-Паулу», після чого грав за «Португеза Деспортос» та «Насьйонал».
1968 року перейшов до клубу «Флуміненсе», за який відіграв 9 сезонів. Завершив професійну кар'єру футболіста виступами за команду «Флуміненсе» у 1977 році. Клуб з Ріо багаторазово окупив витрачені на нього 150 тисяч крузейро та завоював з ним чимало трофеїв. Фелікс допоміг «Флу» стати п'ятиразовим чемпіоном штату Ріо-де-Жанейро, тричі вигравав Кубок Гуанабара, а також в перше в історії клубу став чемпіоном Бразилії.
Проте на початку 1976 року Феліксу довелося повісити рукавички на цвях. 23 січня він отримав серйозну травму в продовжувати кар'єру не мав ніякої можливості. В подальшому Фелікс тренував воротарів «Флуміненсе», 1982 року ненадовго очолив «Аваї». Працював комерційним директором у фірмі свого зятя, 2007 року, прийняв пропозицію стати технічним директором «Інтернасьонала» з Лімейра (Серія А2 чемпіонату Сан-Паулу»).
Помер 24 серпня 2012 року на 75-му році життя у місті Сан-Паулу через ускладнення емфіземи легенів.

## Виступи за збірну
1965 року дебютував в офіційних матчах у складі національної збірної Бразилії. Протягом кар'єри у національній команді, яка тривала 8 років, провів у формі головної команди країни 39 матчів, пропустивши 37 голів.
У складі збірної був учасником чемпіонату світу 1970 року у Мексиці, здобувши того року титул чемпіона світу.

## Титули і досягнення
- Чемпіон світу: 1970
- Чемпіон Бразилії: 1970
- Чемпіон штату Ріо-де-Жанейро: 1969, 1971, 1973, 1975, 1976
- Володар Кубка Гуанабара: 1969, 1971, 1975
- Володар Кубка Ріо-Бранко: 1967, 1968
- Володар Кубка Рока: 1971